# Campoplex sulcatus
Campoplex sulcatus là một loài tò vò trong họ Ichneumonidae.